# Riccardo Moradei
Riccardo Moradei (Prato, 27 settembre 1938) è un ex calciatore italiano, di ruolo centrocampista.

## Carriera
Esordisce tra i professionisti all'età di 17 anni nella stagione 1955-1956, in cui gioca una partita nel campionato di Serie C con il Prato; dopo ulteriori 4 presenze nella 1956-1957 (nella quale i toscani vincono il campionato, venendo così promossi in Serie B), Moradei si trasferisce alla Lucchese, con cui nella stagione 1957-1958 realizza un gol in 27 presenze nel Campionato Interregionale - Prima Categoria.
A fine stagione fa ritorno al Prato, dove rimarrà per il resto della carriera: dopo aver segnato 3 reti in altrettante presenze nella Coppa Italia 1958, nella stagione 1958-1959, che i toscani concludono con un ultimo posto in classifica nel campionato di Serie B, Moradei realizza 8 reti in 29 presenze, più ulteriori 2 reti in altrettante presenze nella Coppa Italia 1958-1959. Nella stagione 1959-1960, in cui il club vince il campionato di Serie C, gioca solamente 14 partite; torna però ad essere titolare nella stagione 1960-1961 (un gol nell'unica presenza stagionale in Coppa Italia ed un gol in 28 presenze in campionato. Nella stagione 1961-1962, conclusa con una nuova retrocessione in Serie C, scende invece in campo in 12 partite di campionato ed una partita di Coppa Italia; nella stagione 1962-1963 gioca invece tutte e 34 le partite in programma nella Serie C 1962-1963, campionato in cui il Prato conquista la promozione. La permanenza in Serie B dura però una sola stagione, la 1963-1964, nella quale Moradei gioca 20 partite (19 in campionato ed una in Coppa Italia) senza mai segnare; si ritira al termine della stagione 1964-1965, nella quale realizza una rete in 29 presenze nel campionato di Serie C, in cui la sua squadra si piazza all'ottavo posto in classifica.
In carriera ha giocato complessivamente 88 partite in Serie B, con 10 reti segnate; ha inoltre giocato 178 partite ufficiali con la maglia del Prato, mettendovi a segno 18 reti.

## Palmarès

### Club

#### Competizioni nazionali
- Serie C: 3

Prato: 1956-1957, 1959-1960 (girone B), 1962-1963 (girone B)